# Maurice Roche (6e baron Fermoy)
Patrick Maurice Burke Roche, 6e baron Fermoy (né le 11 octobre 1967), est un homme d'affaires britannique qui détient un titre dans la pairie d'Irlande. Il est le fils aîné d'Edmund Roche, 5e baron Fermoy, et de sa femme, Lavinia Pitman.

## Biographie
Il fait ses études au Collège d'Eton, puis il sert dans les Blues et Royals. Il est chef de troupe au Household Cavalry Mounted Regiment à Knightsbridge, Londres, dans la garde de la reine et des fonctions de cérémonie d'État. Il effectue une tournée en Irlande du Nord en tant que commandant de peloton attaché aux Queen's Own Highlanders en 1990. Il sert pendant sept ans, prenant sa retraite au grade de capitaine.
Lord Fermoy est un cousin germain de Diana, princesse de Galles, et il assiste à son mariage en 1981 avec Charles, prince de Galles. Il est page d'honneur de la reine Elizabeth la reine mère entre 1982 et 1984. Il hérite du titre de baron de Fermoy lorsque son père se suicide en 1984.
Lord Fermoy se lance dans les affaires lorsqu'il quitte l'armée. Il est directeur fondateur d'Oxford Street Connections, un courtier en communications mobiles. Il est co-partenaire de UK China Elite International, qui rassemble des individus et des entreprises connus et de confiance de Chine et du Royaume-Uni.

## Mariage et enfants
Le 26 mars 1998, il épouse Tessa Fiona Kayll, fille du major David Pelham Kayll et de sa femme, Sheila Morrison.
Ils ont deux filles :
- Arabella Elizabeth Burke Roche, née le 18 mars 1999
- Eliza Lavinia Burke Roche, née le 9 novembre 2000

Comme Lord Fermoy n'a pas de fils, son héritier présomptif est son frère cadet, Edmond Hugh Burke Roche.